# Джабраилова, Диляра Мамедага кызы
Диляра Мамедага кызы Джабраилова (азерб. Dilarə Məmmədağa qızı Cəbrayılova; род. 3 июня 1971, Нардаран) — азербайджанский политический и государственный деятель. Депутат Национального собрания Азербайджана V созыва.

## Биография
Родилась 3 июня 1971 года в Баку. Окончила среднюю школу № 130 в Нардаране (1988) и Институт русского языка и литературы им. М. Ахундова (1993).
С 1996 по 2012 год учитель в средней школе № 30 в поселке Нардаран Сабунчинского района. В 2004—2005 гг. обучалась в Бакинском славянском университете по специальности «История и совершенствование».
С сентября 2012 года директор средней школы № 295 в Нардаране.
Депутат Национального собрания Азербайджана V созыва.
Замужем, двое детей.